# Werner Probst (Maueropfer)
Werner Probst (* 18. Juni 1936 in Berlin; † 14. Oktober 1961 ebenda) war ein Todesopfer an der Berliner Mauer. Der Geheime Informator (GI) des Ministeriums für Staatssicherheit (MfS) wurde während seiner Flucht aus der DDR an der Schillingbrücke von DDR-Grenzsoldaten erschossen.

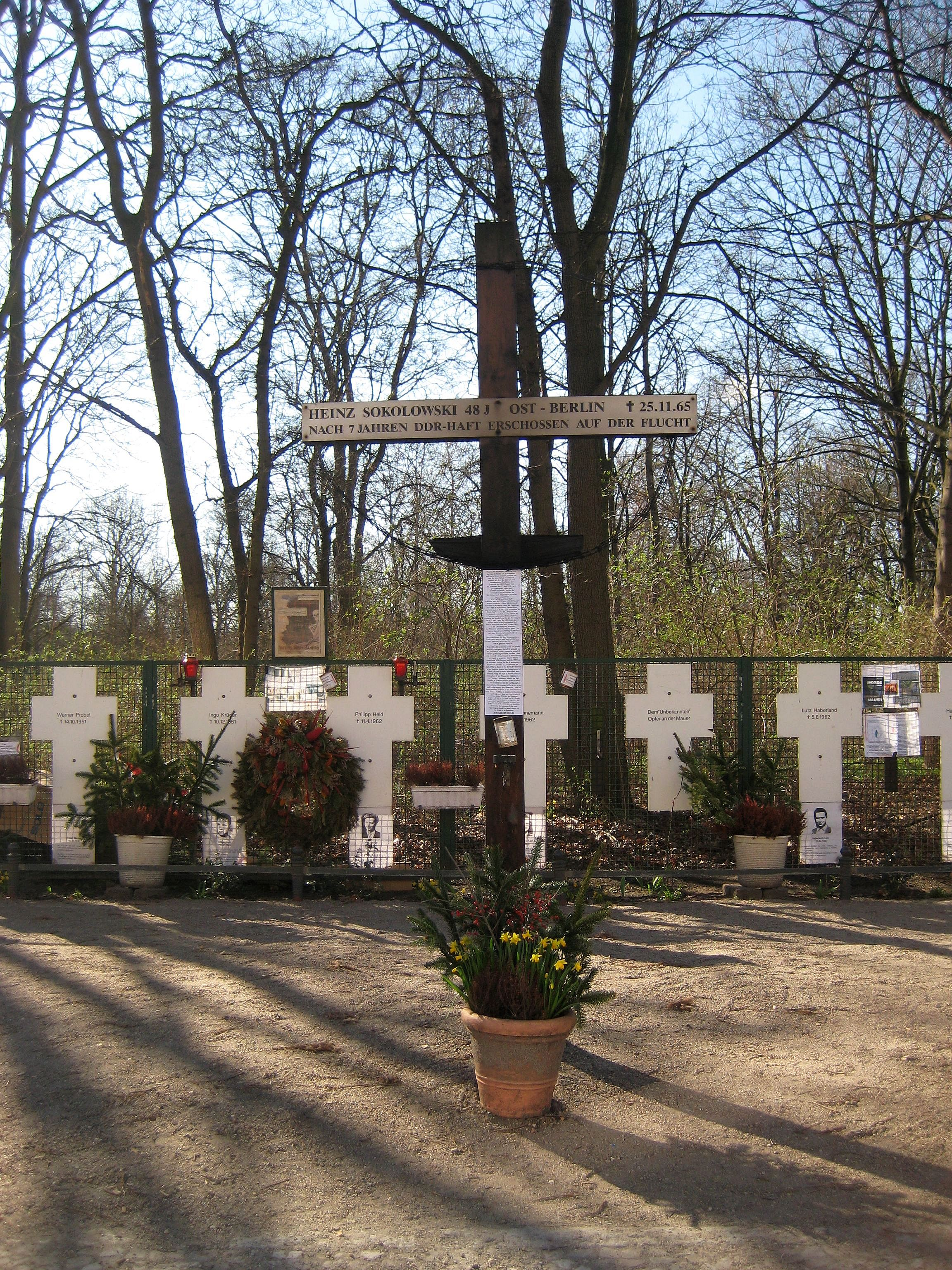
Gedenkstätte Weiße Kreuze gegenüber der Südseite des Reichstags. Werner Probst ist das erste von links gewidmet

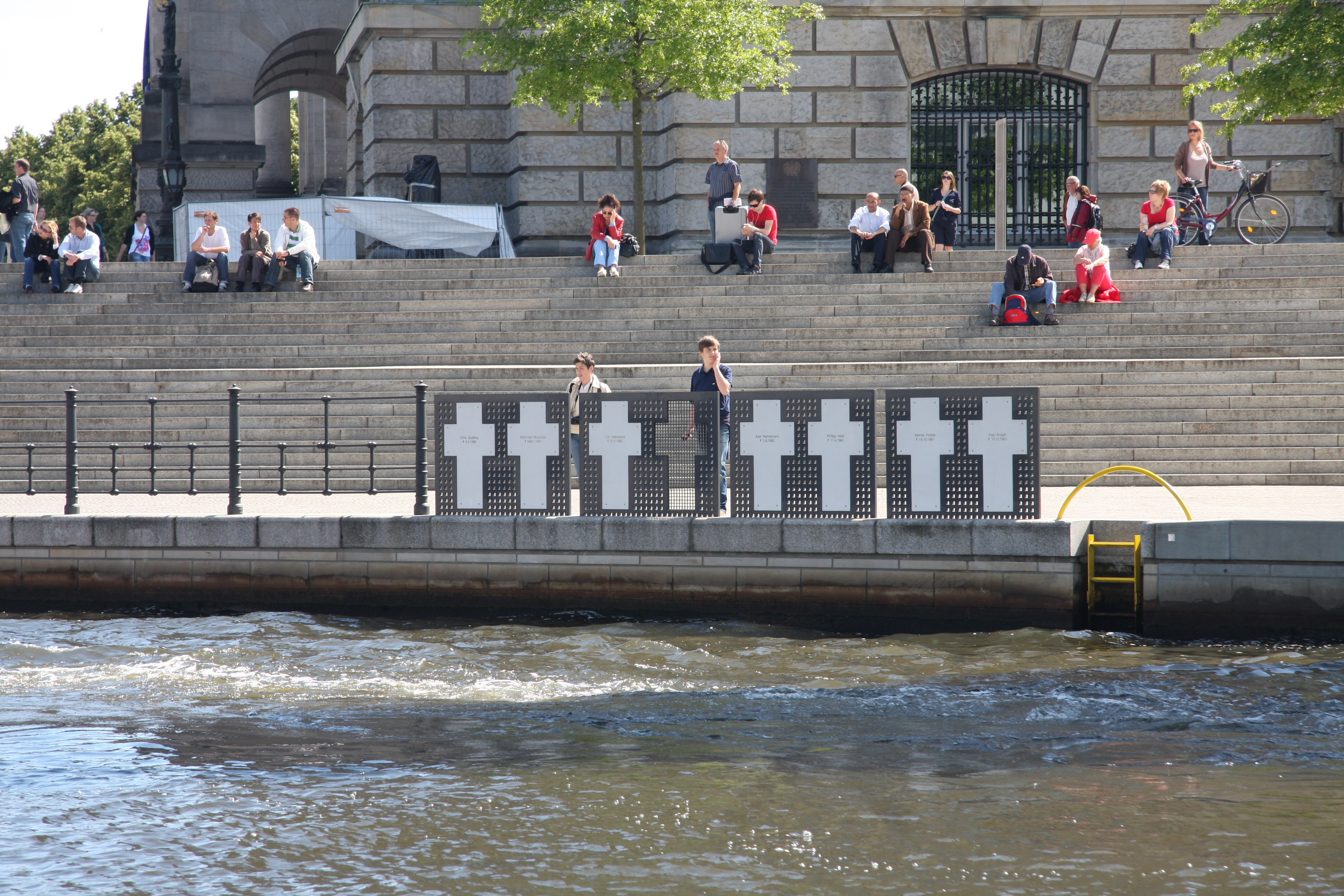
Die Uferseite der Gedenkstätte Weiße Kreuze. Werner Probst ist das zweite Kreuz von rechts gewidmet

## Leben
Werner Probst lebte mit seinen Eltern im Ost-Berliner Bezirk Friedrichshain und war bei einem volkseigenen Betrieb als Kraftfahrer angestellt. Er hatte keine Berufsausbildung, war fast Analphabet und wegen Diebstahlsdelikten vorbestraft. Er war 1959 als Grenzgänger in West-Berlin beschäftigt, als ihn das MfS anwarb und fortan unter dem Namen „Harry“ führte. Für das MfS waren sein großer Bekanntenkreis und die Kontakte zur Unterwelt in beiden Teilen der Stadt interessant. Als Spitzel lieferte er vor allem Informationen, die er in West-Berlin über Grenzgänger und Schmuggel erhielt, an seine Führungsoffiziere.

### Fluchtversuch
Mit dem Bau der Mauer endete mit einem Schlag Probsts Doppelexistenz als Grenzgänger und GI. Er versuchte, über den Bahnhof Friedrichstraße in den Westen zu kommen, wurde aber festgenommen. Sein Führungsoffizier stellte ihm einen Einsatz in West-Berlin in Aussicht, dies scheiterte allerdings an Probsts fehlenden Kenntnissen im Chiffrieren. Am 14. Oktober wollte Probst erneut in den Westen fliehen. Er begab sich an die Spree und ging unter der Schillingbrücke ins Wasser. Auf der Brücke stationierte Grenzsoldaten entdeckten den Schwimmer gegen 22:30 Uhr und eröffneten das Feuer. Als er die West-Berliner Kaimauer erreichte, war Werner Probst schon verletzt. Während er an einer Leiter am West-Berliner Ufer aus dem Wasser stieg, traf ihn ein tödlicher Schuss. Die Ost-Berliner Wasserschutzpolizei zog den Verletzten vom Ufer und brachte ihn zur Oberbaumbrücke. Dort wurde sein Tod festgestellt.

### Nachwirkung
In West-Berlin wurden die nächtlichen Schüsse registriert; über den Flüchtling lagen zunächst keine Informationen vor. Die Eltern von Werner Probst bekamen am 16. Oktober 1961 ohne weitere Details mitgeteilt, dass ihr Sohn bei einem Fluchtversuch starb. In West-Berlin teilte die Schwester von Probst dies der Polizei mit. Übergelaufene Grenzsoldaten brachten die Schüsse an der Brücke mit dem Tod von Probst in Verbindung. Bei der West-Berliner Staatsanwaltschaft wurde daraufhin eine Anzeige wegen Totschlags gegen unbekannte Grenzsoldaten erstattet. Nach dem Fall der Mauer kam es im Zuge der Mauerschützenprozesse zu einer Anklage gegen drei ehemalige Grenzsoldaten, die 1995 mit Verurteilungen wegen gemeinschaftlichem Totschlags endete.
Ein Kreuz der Gedenkstätte Weiße Kreuze am Reichstagufer erinnert an Werner Probst.